# بنو وهب (یمن)
 بنو وهب  روستایی است در عزلهٔ (المقیریب)، در ناحیهٔ (ملحان) قضاء محویت از توابع استان مَحویت در کشور یمن در شبه جزیره عربستان است. 
جمعیت آن ۷۱۷ نفر ( ۱۹ خانوار) می‌باشد.
این روستا مسقط رأس الامام یحیی بن الناصرالدین احمد بن الامام یحیی بن الحسین است.